# Катанэ, Дмитрий Васильевич
Дмитрий Васильевич Катанэ (род. 23 мая 1993) — российский футболист, игрок в мини-футбол. Выступает за клуб «Ухта». 

## Биография
Воспитанник мини-футбольного клуба «Синара». Первые тренеры: Иваненков Анатолий Николаевич, Путилов Игорь Владиславович.
В Суперлиге дебютировал в 2012 году в составе команды «Синара».
В Суперлиге выступал за такие клубы как «Синара», «Норильский никель», «Политех», «Ямал», «Дина», КПРФ, «Прогресс», «Новая генерация» и «Беркут».
Ряды «Сибиряка» пополнил в январе 2022 года. 8 февраля 2025 года перешёл в «Ухту» на правах аренды. За половину сезона в команде стал чемпионом России, после чего покинул клуб по истечении срока аренды.
С 2012 по 2014 год вызывался в молодежную сборную России.

## Достижения
- Чемпион России: 2024/25